# Roussospíti
Roussospíti är en ort i Grekland.   Den ligger i prefekturen Nomós Rethýmnis och regionen Kreta, i den sydöstra delen av landet, 300 km söder om huvudstaden Aten. Roussospíti ligger 327 meter över havet och antalet invånare är 374.
Terrängen runt Roussospíti är kuperad åt sydväst, men åt nordost är den platt. Havet är nära Roussospíti norrut.Runt Roussospíti är det glesbefolkat, med 20 invånare per kvadratkilometer. Närmaste större samhälle är Rethymnon, 4,1 km norr om Roussospíti. Trakten runt Roussospíti består till största delen av jordbruksmark.